# Kelut
Kelut (Klut, Cloot, Kloet, Kloete, Gunung Kelud eller Kelud) är en aktiv stratovulkan i Jawa Timur på Java i Indonesien. Likt många andra indonesiska vulkaner, och andra i Eldringen,  är Kelut känd för sina stora utbrott genom historien. Vulkanen har haft fler än 30 utbrott sedan 1000 e.Kr.
Kelut hade 1586 ett utbrott på nivå 5 på den åttagradiga VEI-skalan. Det betyder att det kom ut mer än 1 km³ pyroklastiskt material under utbrottet.